# Dinophalus
Dinophalus là một chi bướm đêm thuộc họ Geometridae.

## Các loài
- Dinophalus ampycteria (Turner, 1930)
- Dinophalus atmoscia (Meyrick, 1890)
- Dinophalus bathrosema (Prout, 1911)
- Dinophalus bicorne (Aurivillius, 1920)
- Dinophalus cyanorrhoea (Lower, 1903)
- Dinophalus drakei (Prout, 1910)
- Dinophalus eremoea (Lower, 1907)
- Dinophalus hiracopis (Meyrick, 1890)
- Dinophalus idiocrana Turner, 1930
- Dinophalus incongrua (Walker, 1857)
- Dinophalus lechriomita Turner, 1930
- Dinophalus macrophyes (Prout, 1910)
- Dinophalus oxystoma (Turner, 1939)
- Dinophalus serpentaria (Guenée, 1864)
- Dinophalus thrasyschema (Turner, 1939)